# Heleioporus albopunctatus
Heleioporus albopunctatus је водоземац из реда жаба.

## Угроженост
Ова врста није угрожена, и наведена је као последња брига јер има широко распрострањење.

## Распрострањење
Ареал врсте је ограничен на једну државу. 
Аустралија је једино познато природно станиште врсте.

## Станиште
Станишта врсте су мочварна подручја и слатководна подручја.